# (111) Ate
(111) Ate ist ein Asteroid des mittleren Hauptgürtels, der am 14. August 1870 vom deutsch-US-amerikanischen Astronomen Christian Heinrich Friedrich Peters am Litchfield Observatory in New York bei einer Helligkeit von 11,5 mag entdeckt wurde.
Der Asteroid wurde benannt nach Ate, der Göttin allen Übels, aller Verliebtheit und aller Bosheit. Ate (oder Eris) war eine Tochter des Zeus. Obwohl sie nicht zur Hochzeit von Peleus und Thetis eingeladen war, rollte sie den Goldenen Apfel, der zum Urteil des Paris führte, einer der Hauptursachen für den Trojanischen Krieg. Hesiod sagt, sie sei eine Tochter der Eris gewesen.

## Wissenschaftliche Auswertung
Mit Daten radiometrischer Beobachtungen an der Infrared Telescope Facility (IRTF) auf Hawaiʻi vom 18. Dezember 1980 wurden für (111) Ate erstmals Werte für den Durchmesser und die Albedo von 133 km und 0,05 bestimmt. Aus Ergebnissen der IRAS Minor Planet Survey (IMPS) wurden 1992 Angaben zu Durchmesser und Albedo für zahlreiche Asteroiden abgeleitet, darunter auch (111) Ate, für die damals Werte von 134,6 km bzw. 0,06 erhalten wurden. Radarastronomische Untersuchungen am Arecibo-Observatorium vom 10. bis 12. September 2000 bei 2,38 GHz ergaben einen effektiven Durchmesser von 135 ± 15 km. Eine Auswertung von Beobachtungen durch das Projekt NEOWISE im nahen Infrarot führte 2011 zu vorläufigen Werten für den Durchmesser und die Albedo im sichtbaren Bereich von 135,0 km bzw. 0,06. Nach neuen Messungen mit NEOWISE wurden die Werte 2014 auf 126,3 km bzw. 0,06 geändert. Nach der Reaktivierung von NEOWISE im Jahr 2013 und Registrierung neuer Daten wurden die Werte 2016 angegeben mit 149,4 km bzw. 0,04.
Am 10. September 2000 wurde am Pulkowo-Observatorium in Russland eine Bedeckung des Sterns HIP 2559 (Helligkeit 8,3 mag) durch den Asteroiden (111) Ate beobachtet. Für die Länge der Asteroidensehne, die an der Bedeckung beteiligt war, wurde ein Wert von 125,6 ± 7,2 km geschätzt. Am 24. August 2008 wurde die Bedeckung eines Sterns von 9,7 mag von mehreren Beobachtern in Kanada verfolgt. Aus den Messdaten konnte eine elliptische Gestalt des Asteroiden mit 148 × 114 km Ausdehnung hergeleitet werden.
Photometrische Beobachtungen von (111) Ate fanden statt vom 29. August bis 3. September 1979 am Table Mountain Observatory in Kalifornien. Aus der aufgezeichneten Lichtkurve wurde 1983 eine Rotationsperiode des Asteroiden von 22,2 h abgeleitet, aber auch eine halb so lange Periode konnte nicht ausgeschlossen werden. Weitere photometrische Messungen erfolgten in zwei Kampagnen am Organ Mesa Observatory in New Mexico. Vom 21. November 2009 bis 16. Januar 2010 wurde eine etwas unregelmäßige Lichtkurve aufgezeichnet, aus der aber eine Rotationsperiode von 22,072 h abgeleitet werden konnte. Die nächste Beobachtung erfolgte dort vom 10. April bis 28. Mai 2011. Daraus wurde zunächst wieder eine Periode von 22,072 h bestimmt. Nachdem eine genaue Überprüfung der Daten alle Perioden zwischen 9 und 50 Stunden ausschließen konnte außer der genannten und der doppelt so langen, ließ sich schließlich die Periode von 22,072 h bestätigen.
Eine Auswertung von Aufnahmen des Weltraumteleskops Kepler vom 23. bis 25. Mai 2014 führte für den Asteroiden (111) Ate zu keinem eindeutigen Periodenwert. Jedoch konnten mit dem Weltraumteleskop Transiting Exoplanet Survey Satellite (TESS) während dessen Durchmusterung des Südhimmels 2018 bis 2019 auch Objekte des Sonnensystems beobachtet werden. Dabei wurden auch die Lichtkurven von fast 10.000 Asteroiden aufgezeichnet. Für (111) Ate wurde aus Messungen etwa vom 8. bis 26. März 2019 eine Rotationsperiode von 22,0497 h abgeleitet.
Eine erneute Beobachtung des Asteroiden am Organ Mesa Observatory vom 27. Januar bis 10. März 2023 konnte zu einer Rotationsperiode von 22,068 h ausgewertet werden, ebenso führte eine fast zeitgleiche koordinierte Beobachtung an zwei verschiedenen Observatorien der Italian Amateur Astronomers Union (UAI) vom 6. Februar bis 20. März 2023 zu einem Wert von 22,080 h.
Abschätzungen von Masse und Dichte für den Asteroiden (111) Ate aufgrund von gravitativen Beeinflussungen auf Testkörper hatten in einer Untersuchung von 2012 zu einer Masse von etwa 1,76·1018 kg geführt, was mit einem angenommenen Durchmesser von etwa 143 km zu einer Dichte von 1,15 g/cm³ führte bei einer Porosität von 48 %. Diese Werte besitzen eine Unsicherheit im Bereich von ±27 %.